# Eduardo (nombre)

## Santoral
- 5 de enero: San Eduardo el Confesor, rey de Inglaterra.
- 18 de marzo: San Eduardo el Mártir, primogénito del rey de Inglaterra Edgar el Pacífico.

## Variantes
- Diminutivos: Edu, Ed, Edi, Dudu, Lalo, Eduard, Adu, Yayo, Guayo.

### Variantes en otros idiomas
| Variantes en otras lenguas | Variantes en otras lenguas |
| -------------------------- | -------------------------- |
| Español                    | Eduardo                    |
| Alemán                     | Eduard                     |
| Albanés                    | Eduard                     |
| Bosnio                     | Eduard                     |
| Bretón                     | Edouarzh                   |
| Búlgaro                    | Едуард (Eduard)            |
| Catalán                    | Eduard, Duard              |
| Checo                      | Eduard                     |
| Corso                      | Eduardu                    |
| Danés                      | Edvard                     |
| Esperanto                  | Eduardo                    |
| Euskera                    | Edorta                     |
| Finlandés                  | Edvard                     |
| Francés                    | Édouard                    |
| Gallego                    | Duarte, Duardo             |
| Georgiano                  | ედუარდ (Eduard)            |
| Griego                     | Εδουάρδος (Edouárdos)      |
| Holandés                   | Eduard, Eduardus           |
| Húngaro                    | Eduárd                     |
| Inglés                     | Edward                     |
| Islandés                   | Játvarður                  |
| Italiano                   | Edoardo                    |
| Latín                      | Eduardus                   |
| Letón                      | Eduards                    |
| Lituano                    | Eduardas                   |
| Noruego                    | Edvard                     |
| Polaco                     | Edward                     |
| Portugués                  | Eduardo, Duarte            |
| Rumano                     | Eduard                     |
| Ruso                       | Эдуард (Eduard)            |
| Sardo                      | Eduardu                    |
| Serbio                     | Едвард (Edvard)            |
| Sueco                      | Edvard                     |